# Winner
Winner (кор. 위너, укр. Віннер) — південнокорейський чоловічий гурт, сформований 2013 року у  Південній Кореї компанією YG Entertainment. Гурт складається з 5 учасників. Вперше гурт з'явився разом під назвою «Team A» у реаліті-шоу WIN: Who is Next (Хто наступний). Після перемоги в шоу гурт отримав назву «Winner».

## Кар'єра

### 2013 рік
3 2011 року YG Entertainment обіцяли дебют нового гурту. Спершу вважали, що це буде жіночий гурт. Але 2013 року голова компанії, Ян Хьон Сок оголосив про нове шоу на виживання — «WIN: Who is Next», після завершення якого дебютує нова чоловіча група. Команда, яка переможе дебютує під ім'ям WINNER (Переможець). Переможець визначиться за підрахунком голосів глядачів.
11 стажерів компанії розділи на 2 команди: Team A — 5 хлопців, середній вік яких — 20 років, Team B — складається з 6 хлопців, віком 17 років. Команди протягом 100 днів повинні були змагатися між собою у найкращому виконанні відомих пісень, а потім і у створенні власних треків і хореографії до них. Перший епізод вийшов 23 серпня на каналі Mnet, останній 10, фінальний — 25 жовтня (+11-й додатковий).
Після завершення шоу, з 15 листопада, Winner відкривали концерти Big Bang у турі Японією.
З 13 грудня почало виходити нове шоу за участю групи — «WINNER TV» на каналі Mnet. Трансляція завершилась 10-м епізодом 14 лютого 2014 року.

### 2014 рік
Ще не дебютувавши група виступала як гість на концертах туру 2NE1, а також як учасник туру YG Family Power World Tour, в якому виступають всі представники лейблу.
10 червня вийшов відеотизер групи під назвою «The Visitor». Протягом двох тижнів з 16 по 20 червня виходили фото-тизери групи під назвою «Test Week» і «New York Week». Під час тижня «Winner Week» вийшло 6 відеотизерів з учасниками. В останньому відеотизері зазначено про дебют групи 1 серпня, хоча офіційно компанія не підтвердила цього.

## Учасники
| Сценічне ім'я | Сценічне ім'я | Сценічне ім'я | Справжнє ім'я | Справжнє ім'я   | Справжнє ім'я | Дата народження           | Позиція в гурті           |
| Українською   | Латиницею     | Хангилем      | Українською   | Латиницею       | Хангилем      | Дата народження           | Позиція в гурті           |
| ------------- | ------------- | ------------- | ------------- | --------------- | ------------- | ------------------------- | ------------------------- |
| Джину         | Jinwoo        | 진우          | Кім Джину     | Kim Jin Woo     | 김진우        | 26 вересня 1991 (33 роки) | Вокаліст                  |
| Синхун        | Seunghoon     | 승훈          | Ли Сихун      | Lee Seung Hoon  | 이승훈        | 11 січня 1992 (33 роки)   | Репер, головний танцюрист |
| Міно          | Mino          | 민호          | Сон Мінхо     | Song Min Ho     | 송민호        | 30 березня 1993 (31 рік)  | Репер                     |
| Син'юн        | Seungyoon     | 승윤          | Канг Син'юн   | Kang Seung Yoon | 강승윤        | 21 січня 1994 (31 рік)    | Лідер, вокаліст           |
| Техьон        | Taehyun       | 태현          | Нам Техьон    | Nam Tae Hyun    | 남태현        | 10 травня 1994 (30 років) | Вокаліст                  |

## Дискографія
| Корейські альбоми Студійні альбоми 2014 S/S (2014) EVERYD4Y (2018) Remember (2020) Мініальбоми EXIT:E (2016) We (2019) Cross (2019) | - Our Twenty For (2018) |  |

## Фільмографія
- WIN: Who Is Next (2013, Mnet)
- Winner TV (2013–14, Mnet)
- Half-Moon Friends (2016, JTBC)
- Youth Over Flowers (2017, tvN)
- YG Future Strategy Office (2018, Netflix)[a]
- Winner Vacation - Hoony Tour (2019, Olleh TV)
- W-Log (2019, YouTube/Vlive)
- Bingo Trip (2019, Dingo Music)
- Winner Vacation - Bell Boys (2021, Seezn)
- Real Now-Winner Edition (2022, Naver Now)[11]
- Artist Way (2022, JTBC)

## Концерти та тури
| Тури - Zepp Tour in Japan (2014) - Japan Tour (2015) - Exit Tour (2016) - Japan Tour 2018 ~We'll always be young~ (2018) - Everywhere World Tour (2018–19) - Winner Japan Tour (2019) - Cross Tour (2019–20) | Концерти - Winner 2022 Concert (2022) Спільні тури - YG Family – Power World Tour (2014) Гостьова поява - Big Bang – Japan Dome Tour (2013–14) - 2NE1 – All Or Nothing World Tour (2014) |

## Нотатки
1. ↑  Камео у 2 епідозі